# Stickstoffbestimmung nach Dumas
Die Stickstoffbestimmung nach Dumas ist ein nach dem französischen Chemiker Jean-Baptiste Dumas (1800–1884) benanntes Messverfahren zur quantitativen Bestimmung des Stickstoffgehaltes von brennbaren, zumeist organischen Proben. Sie gehört damit zur  Analytischen Chemie und ist Bestandteil vieler Elementaranalysen.
Eine wichtige Anwendung der verschiedenen Methoden zur Stickstoffbestimmung ist die Abschätzung des Proteingehaltes von Lebens- oder Futtermitteln; die Umrechnung vom Stickstoff- auf den Proteingehalt erfolgt mit Hilfe eines geeigneten Faktors. Die Stickstoffbestimmung nach Dumas wird häufig zur Proteinbestimmung verwendet, beispielsweise bei Getreide und Getreideprodukten. Gegenüber dem alternativen Kjeldahlschen Verfahren hat die Methode nach Dumas den Vorteil, dass keine Gefahrstoffe verwendet werden müssen. Bei Verwendung eines Analyseautomaten dauert eine Analyse drei bis vier Minuten.

## Vorgehen zur Stickstoffbestimmung nach Dumas

### Manuelles Verfahren
Die abgewogene Probensubstanz wird mit Kupfer(II)-oxid CuO gemischt und auf Rotglut erhitzt. Die Verbrennungsgase werden in einem CO2-Strom über heißes Kupfer geleitet, um eventuelle Stickoxide zu reduzieren. Kohlendioxid CO2 wird in Kalilauge absorbiert, und der verbleibende Stickstoff wird volumetrisch bestimmt. Im 19. Jahrhundert wurde der CO2-Trägergasstrom mit Hilfe eines Kippschen Apparates erzeugt.

### Moderne Varianten
In der modernen Variante erfolgt die Quantifizierung nicht mehr volumetrisch. Stattdessen wird die Stickstoffmenge im Trägergasstrom – der auch aus Helium bestehen kann –  mit Hilfe eines Wärmeleitfähigkeitsdetektors und einer geeigneten Kalibrierung bestimmt.

## Historisches
Jean-Baptiste Dumas veröffentlichte das Verfahren 1833; er wandte es zunächst auf die Analyse des Indigo an. Anhand der heute bekannten Summenformel C16H10N2O2 errechnet man einen Stickstoffgehalt von w(N) = 10,68 %; Dumas gab damals Werte von 10,30 % bzw. 10,80 % an.
Fritz Pregl, der 1923 „für die von ihm entwickelte Mikroanalyse organischer Substanzen“ den Nobelpreis für Chemie erhielt, hatte für seine Mikroanalysen auch die Dumas-Methode weiterentwickelt, so dass sie seitdem mit deutlich kleineren Substanzmengen ausgeführt werden kann. In seinem Vortrag zum Nobelpreis schilderte er Schwierigkeiten, die er dabei überwinden musste. Beispielsweise gewann er einen CO2-Strom aus Marmor und Salzsäure. Dabei stellte sich heraus, dass die Löslichkeit von Luft bzw. Stickstoff in der Säure unerwartet hoch war und somit zunächst die Ergebnisse verfälschte.
Ende der 1950er und Anfang der 1960er Jahre wurden verschiedene Automaten zur Ausführung der Analyse erfunden. Damit konnten pro Stunde sechs Analysen ausgeführt werden, wobei jeweils 1–10 mg Probensubstanz benötigt wurde.